# 하은혜
하은혜(1995년 11월 27일 ~ )는 대한민국의 여자 축구 선수이다.

## 구단 경력
2016년, 드래프트 1순위로 구미 스포츠토토에 입단했다.